# Nemanjići – rađanje kraljevine
Nemanjići – rađanje kraljevine srbijanska je povijesno-dramska televizijska serija snimana od 2017. čije je premijerno prikazivanje počelo 17. veljače 2018. na mreži RTS 1.
Predstavlja najveći produkcijski pothvat u povijesti srbijanske televizije jer je za nju angažirano 218 glumaca i 2700 statista, a snimana je na više od 200 lokacija. Serijalom koji je obuhvatio 200 godina vladavine najutjecajnije srpske srednjovjekovne dinastije obilježava se 800 godina od nastanka Kraljevine Srbije i krunjenja Stefana Prvovjenčanog. Projekt je nastao u režiji Marka Marinkovića, a po scenariju Gordana Mihića i produkciji Radiotelevizije Srbije.
Uloga Stefana Nemanje povjerena je Mladenu Neleviću, a njegove supruge Ane Nemanjić Dubravki Mijatović; njihove sinove Stefana Prvovjenčanog, Vukana Nemanjića i Rastka Nemanjića – Svetog Savu poimence glume Vojin Ćetković, Nebojša Glogovac i Dragan Mićanović; prvu srpsku kraljicu, mletačku princezu Anu Dandolo, tumači Sloboda Mićalović.
Pilot-epizoda emitirana je 31. prosinca 2017. kao novogodišnji specijal. Međutim, prva epizoda emitirana je tek 17. veljače 2018. Nakon pilot-epizode reakcije su uglavnom bile negativne poslije višemjesečnih iščekivanja. Kritike su uglavnom bile vezane za jezik kojim se govori u seriji, efekte i spornu glumu.

## Premisa
Serija predstavlja najveći produkcijski pothvat u povijesti srbijanske televizije jer je za nju angažirano 218 glumaca i 2700 statista, a snimana je na više od 200 lokacija. Serijalom koji je obuhvatio 200 godina vladavine najutjecajnije srpske srednjovjekovne dinastije obilježava se 800 godina od nastanka Kraljevine Srbije i krunidbe Stefana Prvovjenčanog. Projekt je nastao u režiji Marka Marinkovića, a po scenariju Gordana Mihića i u produkciji Radiotelevizije Srbije.
Stefan Nemanja od naroda traži i dobiva pristanak za početak borbe za spas i slobodu svih porobljenih srpskih zemalja. Bizantski car Manuel Komnen umire i u Bizantu izbija borba za vlast. Nemanja namjerava napasti Bizant. Nemanja pomaže vojsci Svetog Rimskog Carstva omogućavanjem sigurnog prolaza i hrane za Treći križarski rat. Raška i Stefan ne smiju priznati međusobnu ljubav koju ne mogu ostvariti.
Rastko postaje monah. Stefan i Eudokija vjenčaju se u crkvi. Vukan obećava papi da će širiti katolicizam u svojoj zemlji (Zeti). Raška namjerava napustiti dvor. Papa prihvaća Vukanovu ponudu tražeći potpunu pokornost. Stefanu se ne dopada Eudokijina neozbiljnost. Stefan i Raška traže pomoć od bugarskog kralja Kalojana za povratak Stefana na prijestolje. Kalojan obećava Stefanu pomoć u sukobu s Vukanom i ugarskim kraljem.
Stefan od papinskog izaslanika Kazamarisa očekuje pomoć u vezi s približavanjem papi koji bi ga podržao u namjeri da se okruni kao kralj Srbije. Papa smatra da Vukan, kao stariji brat, treba biti kralj Srbije. Kulin priopći Stefanu da želi s vojskom napasti Vukana jer ga je optužio za bogumilstvo. Eudokija napušta Stefana ostavljajući ga s njihovom djecom Komnenom i Radoslavom. Zbog državne koristi Stefan se oženi Anom Dandolo umjesto Raškom.
S njom dobije sina Uroša. Stefan Nemanja umire. Nakon ogromnih osvajanja Bugarske Strez izdaje Stefana i priključuje se Latinima i Bugarima. Latini i Ugarska spremaju napad na Srbiju. Srpska pravoslavna crkva dobiva autokefalnost. Stefan postaje kralj Srbije. Na samom kraju prve sezone serije Stefan umire u postelji zbog bolesti.

## Uloge
Uloga Stefana Prvovjenčanog, prvog srpskog kralja, povjerena je Vojinu Ćetkoviću, a uloga prve srpske kraljice, mletačke princeze Ane Dandolo, povjerena je Slobodi Mićalović.
Ulogu Stefana Nemanje, velikog župana Raške, tumači Mladen Nelević, a njegovu suprugu, Anu Nemanjić, tumači Dubravka Mijatović.
Ulogu Vukana Nemanjića, najstarijeg sina Stefana Nemanje, tumači Nebojša Glogovac, a ulogu Rastka Nemanjića – Svetog Save, prvog srpskog arhiepiskopa, tumači Dragan Mićanović.

### Stvarni likovi
| Glumac             | Uloga                          | Opis |
| ------------------ | ------------------------------ | --- |
| Vojin Ćetković     | Stefan Nemanjić (Prvovjenčani) | Srednji sin Stefana Nemanje i Ane. Nasljeđuje oca na prijestolju, a kasnije postaje prvi srpski kralj.                                |
| Mladen Nelević     | Stefan Nemanja                 | Veliki župan srpske države Raške. Odlučan i hrabar čovjek. Postaje monah i predaje vlast srednjem sinu Stefanu.                       |
| Dragan Mićanović   | Rastko Nemanjić (Sveti Sava)   | Najmlađi sin Stefana Nemanje i Ane. Postaje monah i dobiva ime Sava. Kasnije postaje prvi srpski arhiepiskop.                         |
| Nebojša Glogovac   | Vukan Nemanjić                 | Najstariji sin Stefana Nemanje i Ane. Osporit će očevu odluku da ga naslijedi njegov brat Stefan. Zbog toga kreće u rat protiv njega. |
| Dubravka Mijatović | Ana Nemanjić                   | Supruga Stefana Nemanje i majka Vukana, Stefana, Save i Jefimije.                                                                     |
| Igor Pervić        | Izak II. Angel                 | Bizantski car. Pobjeđuje Srbe u bitci na Moravi i ubrzo udaje svoju nećakinju Eudokiju za Stefana.                                    |
| Slobodan Beštić    | Aleksije III. Angel            | Bizantski car. Otac princeze Eudokije i Stefanov tast.                                                                                |
| Aljoša Vučković    | Ranijero Dandolo               | Otac Ane Dandolo i sin Henrika Dandola. Drugi Stefanov tast.                                                                          |
| Jelena Gavrilović  | Eudokija Angel                 | Prva supruga Stefana Nemanjića i kći bizantskog cara Aleksija Angela. Majka Radoslava, Vladislava i Komnine.                          |
| Sloboda Mićalović  | Ana Dandolo                    | Druga supruga Stefana Nemanjića i unuka mletačkog dužda Henrika Dandola. Majka Uroša.                                                 |
| Meto Jovanovski    | Manuel I. Komnen               | Bizantski car. Više je puta poštedio život Stefanu Nemanji.                                                                           |
| Radoje Čupić       | Tihomir Zavidović              | Stariji brat Stefana Nemanje. Udružuje se s Bizantom i ratuje protiv brata Nemanje. U bitci kod Pantina gubi život.                   |
| Jovan Torački      | Stracimir Zavidović            | Stariji brat Stefana Nemanje. U početku ratuje protiv njega s ostalom braćom, ali se kasnije mire.                                    |
| Siniša Maksimović  | Miroslav Zavidović             | Stariji brat Stefana Nemanje. I on ratuje s ostalom braćom protiv Nemanje, ali se mire. Napisao je Miroslavljevo evanđelje.           |
| Aleksandar Đurica  | Vojihna                        | Komandant srpske vojske. |
| Novak Bilbija      | Fridrik I. Barbarossa          | Njemački kralj. Jedan od predvodnika križarskog rata.                                                                                 |
| Zafir Hadžimanov   | Teodor I. Laskaris             | Nicejski car. |
| Jelena Đukić       | Katalena                       | Vukanova supruga. |
| Aleksandar Dunić   | Vuk                            | Zetski velmoža. |
| Andrej Šepetkovski | Strez                          | Bugarski vlastelin. |
| Dimitrije Ilić     | Kalojan                        | Bugarski kralj/car koji pomaže Stefanu da se vrati na prijestolje.                                                                    |
| Atila Mes          | Andrija II.                    | Ugarski kralj. |
| Ljubomir Bulajić   | Stojimir                       | Izaslanik. |
| Bogoljub Mitić     | Ugljar                         | Bogdanov otac. |
| Olivera Viktorović | Ugljareva supruga              | Bogdanova majka. |
| Dubravko Jovanović | Ban Kulin                      | Bosanski ban. |
| Isidora Minić      | Vojslava                       | Supruga Kulina Bana. |
| Predrag Bjelac     | Bertold IV, grof od Meranije   | Istarski krajiški grof. |
| Đorđe Branković    | Anastas                        | |
| Milan Čučilović    | Henrik Flandrijski             | |
| Zlata Numanagić    |                                | Stefanova strina. |
| Milan Marić        | mladi Vukan Nemanjić           | |
| Miloš Đurović      | mladi Stefan Prvovjenčani      | |
| Nikola Mijatović   | dječak Stefan Prvovjenčani     | |
| Jovana Gavrilović  | mlada Raška Nemanjić           | |
| Stefan Radonjić    | Stefan Radoslav                | Najstariji sin Stefana Nemanjića i Eudokije. Stefanov nasljednik.                                                                     |
| Tonja Gaćina       | Komnina Nemanjić               | Kći Stefana Nemanjića i Eudokije. |
| Branislav Ćalić    | Stefan Vladislav               | Drugi sin Stefana Nemanjića i Eudokije.                                                                                               |
| Tanasije Uzunović  | Antonije                       | Zograf. |
| Ivan Nikolić       |                                | |

### Izmišljeni likovi
Većina likova u seriji utemeljena je na povijesnim osobama. Međutim, postoje likovi koji su izmišljeni radi dočaravanja dalekog vremena. To su:
| Glumac           | Uloga               | Opis                                                                         |
| ---------------- | ------------------- | ---------------------------------------------------------------------------- |
| Nada Šargin      | Raška Nemanjić      | Usvojena kći Stefana Nemanje i Ane. Zaljubljena je u Stefana.                |
| Miodrag Krstović | Adam                | Prijatelj Stefana Nemanje i zapovjednik srpske vojske.                       |
| Goran Sultanović | Prosigoj            | Učitelj Vukana, Stefana i Save.                                              |
| Miroljub Lešo    | Sluga Radoje        | Savjetnik, sluga, kuhar i prijatelj obitelji Nemanjić.                       |
| Milena Pavlović  | Tisa                | Žena koja luta po šumama i poljima s Branom.                                 |
| Vučić Perović    | Bogdan              | Ugljenarev sin, prijatelj Stefana Prvovjenčanog i zapovjednik srpske vojske. |
| Ivan Zablaćanski | Bran                | Čovjek koji luta po šumama i poljima s Tisom                                 |
| Luka Raco        | Eudokijin ljubavnik |                                                                              |

Tu se ubraja i Raška Nemanjić (Nada Šargin) koju je osmislio Gordan Mihić, ali u novijim istraživanjima povjesničara pojavljuju se indicije da je na dvoru, u vrijeme vladavine Stefana Nemanjića, zbilja postojala žena s kojom je živio Stefan Nemanjić.

## Epizode
| Sezona | Sezona | Epizode | Prvo prikazivanje | Prvo prikazivanje |
| Sezona | Sezona | Epizode | Premijera         | Finale            |
| ------ | ------ | ------- | ----------------- | ----------------- |
|        | 1.     | 13      | 17. veljače 2018. | 6. svibnja 2018.  |
|        | 2.     | n.p.    | TBA               | TBA               |

Dragan Mićanović potvrdio je da će serija imati još jednu sezonu, što je kasnije potvrdio i scenarist Gordan Mihić. Dragan Mićanović, zbog povijesnih razloga, ne zna hoće li biti dio glumačke postave u sljedećoj sezoni.

## Povijest

### Pretprodukcija
Radiotelevizija Srbije raspisala je 5. rujna 2015. natječaj za najbolji scenarij za televizijsku seriju od dvanaest epizoda kojom bi se predstavilo krunjenje Stefana Prvovjenčanog. Glavni i odgovorni urednik kulturno-umjetničkog programa RTS-a Nebojša Bradić tad je izjavio: "Od prvog kraljevskog krunjenja u Žiči dijeli nas 800 godina". Dodao je i da je riječ o prilici "za dijalog s poviješću, za nova preispitivanja i poziv za nove stvaratelje da se pozabave značajnom temom". Televizija je pobjedniku, pored ekranizacije scenarija, ponudila i nagradu od pola milijuna srpskih dinara. Natječaj je zaključen 31. siječnja 2016.
Pet dana kasnije stručna komisija, koju su činili Milan Vlajčić – novinar i predsjednik žirija, Goran Marković – filmski scenarist i redatelj i povjesničarka Smilja Marjanović Dušanić, otvorila je pristiglih dvanaest rukopisa. U ožujku 2016. objavljeno je da je pobjednik anonimnog natječaja Gordan Mihić, čiji je scenarij potpisan šifrom "Snovi". Mihić je tom prilikom izjavio da je RTS ovime "dobio priliku da se iskupi" jer je materijal "takav da je grijeh što to do sada nije urađeno". Dodao je da se tijekom pisanja scenarija konzultirao sa suvremenim povjesničarima, kao i da je iščitavao brojne povijesne spise i svjedočanstva. Krajem studenog 2016. RTS je objavio da će serija obuhvatiti razdoblje dvovjekovne vladavine dinastije Nemanjić – od Stefana Nemanje i podizanja Hilandara pa sve do smrti Uroša Nejakog.
Niti kojima je serijal prožet također su i "borbe velikih sila za teritorij Balkana, unutarnji sukobi, stjecanje autokefalnosti Srpske pravoslavne crkve, vojni uspjesi i krvave bitke". Budući da je kasnije objavljeno da prvih dvanaest epizoda završava krunjenjem Stefana Prvovjenčanog u samostanu Žiča, pojavila su se govorkanja da će serija imati više sezona i da će u njima glumiti još više glumaca koji će utjelovljivati preostale Nemanjiće. Serija je umjesto dvanaest imala trinaest epizoda, a posljednja epizoda prve sezone prikazuje Stefanovo krunjenje u samostanu Žiča, a završava njegovom smrću. Prije nego što je počelo snimanje, redatelju se kao pomoćnica pridružila Bojana Šutić, koja desetljećima živi i radi u Rimu. Producentskoj kući redateljica je od velikog značaja zbog iskustva stečenog u radu s Fellinijem, Coppolom, Alom Pacinom, Jessicom Lange i drugima.

### Lokacije i scenografija
Serija je snimana na više od 200 lokacija širom Srbije od kojih je Studenica prva u nizu. Scenograf Kiril Spaseski rekao je 7. veljače 2017. da lokacije ispunjavaju očekivanja jer se težilo k tome da mjesta uglavnom budu upravo ona na kojima su živjeli ili boravili Nemanjići: "Tu smo uzeli u obzir ostatke Magličke utvrde koja je iz kasnijeg doba, ali ćemo je adaptirati kao da je iz tog doba, zatim Smederevsku utvrdu, manastirske komplekse koji su u Raškoj oblasti".
Svi rekviziti završeni su prije 15. ožujka, kada je počelo snimanje. Uspješno su izrađene replike srednjovjekovnog oružja kako bi se što vjerodostojnije predstavile scene borbe i slike srpskih, mađarskih i bizantskih vojnika. Oružje za petoricu glavnih glumaca ručno je rađeno. Miloš Petrović napravio je remene na koje je stavljao spojke u duhu srednjovjekovne srpske mode. Dva tjedna prije naznačenoga datuma početka snimanja u Lipovačkoj šumi u Beogradu izgrađen je Nemanjin dvor: palisadna tvrđava, kapija dvora, selo oko dvora. Tu su istovremeno za scene borbi uvježbavani konji.
U ožujku je također u spremištu luke Beograd počela zahtjevna izgradnja scenografije samostana Žiče, koja je bila oslikana (preslikana) kao nova, prikazujući tako kako je samostan izgledao kada je tek bio podignut. Prva klapa snimljena je 15. ožujka na Studeničkoj rijeci, a odatle se ekipa preselila na Kopaonik, gdje su snimljene scene odlaska u Bugarsku. Selidba snimateljske ekipe u studio stavila je u prvi plan kamermana Nebojšu Bašića, koji je istaknuo da je najveći izazov bio pronaći odgovarajući ton na svjetlosti vatre, svijeća i baklji. Nemanjići su potom snimani na Fruškoj gori, Kosmaju, Kalemegdanu, Lipovačkoj šumi, Boraču, Sirogojnu, Smederevu, Hercegovini, Deliblatskoj peščari i na kraju u Petrovoj crkvi u Novome Pazaru.

### Kostimografija
Za potrebe serije ručno je izrađeno 800 kostima na čijoj se izradi radilo danonoćno. Oko mjesec i pol dana trajale su pripreme na izradi kostima koje je šilo dvadeset ljudi na čelu s kostimografom Stefanom Savkovićem i scenografom Kirilom Spaseskijem. Prema riječima povjesničara Marka Popovića "bio je to vrlo složen i težak posao, posebno imajući u vidu da srpski povjesničari koji proučavaju ovu epohu imaju dileme i ne mogu sa sigurnošću reći što je doista autentično".

### Budžet
U projekt je uloženo 2,87 milijuna eura od prethodno predviđenih 3,200.000 eura, a pojašnjeno je da je novac za provedbu prikupljen od pokrovitelja i iz komercijalnog prinosa Javnog servisa. Pojavila su se govorkanja da je samo prva epizoda serije koštala 300.000 eura. Jedna epizoda serije prosječno košta nešto više od 180.000 eura, ali je RTS izdvojio svega trećinu te cijene. Jedan sat serije koštao je otprilike 191.300 eura. Veći dio sredstava za provedbu, 1,82 milijuna eura, osigurali su ulagači, pokrovitelji i prijatelji serijala Swisslion-Takovo, Hemofarm i BK grupa. RTS je u gotovini izdvojio 1,05 milijuna eura za cijeli projekt, odnosno 70.000 eura po satu programa.

### Glazba
Glazbu je skladao Dragoljub Ilić, a pjesmu u uvodnoj špici otpjevala je srbijanska pjevačica pravoslavne duhovne glazbe Divna Ljubojević. Na Twitteru su se pojavile i snimke borbe s malo ubrzanim tempom i glazbom iz serije Benny Hill što se publici svidjelo. Izdavačka kuća PGP RTS objavila je album s 25 skladbi koje su korištene u samoj seriji, a čije je ukupno trajanje 55 minuta. Glazbeni producent bio je Oliver Ivanović, a glazbenici su bili Nikola Popmihajlov (bizantska glazba), Tijana Milošević (violina), Ladislav Mezei (violončelo), Ljuba Dimitrijević (solist na starim puhačkim instrumentima – fruli, zurli i kravljem rogu), vokalna skupina "Serbia Global Art" i Srpski bizantski zbor "Mojsije Petrović".
Popis pjesama na albumu

## Pogreške
U trećoj epizodi, kad Rastko postaje monah u samostanu, iza njega se na zidu vidi freska na kojoj se nalazi slika svetca i Stefana Nemanje. Vjeruje se da je taj svetac upravo Sava zbog odore koju nosi. Pogreška je popraćena u medijima i izazvala je burne reakcije na Twitteru.
U osmoj epizodi serije primijetile su se značajnije pogreške. U jednoj sceni krave su obilježene ušnim markicama koje su u Srbiju uvedene prije nekoliko godina prema zahtjevu Europske unije. U istoj epizodi pojavljuje se i lik Bogoljuba Mitića koji jede cicvaru, nekoliko stoljeća prije nego što je kukuruz donesen u Europu. Ista epizoda zabilježena je čudnim scenarijem Raške.

## Recenzije

### Reakcije publike
Nakon emitiranja pilot-epizode u novogodišnjoj noći 2018. reakcije publike i kritike bile su mahom negativne. Štoviše, pojedini su gledatelji bili neugodno iznenađeni poslije višemjesečnih iščekivanja. U seriji je bilo kritizirano odsustvo bilo kakve drame i poprilična neinventivnost, kao i neiskusna gluma i propusti u praćenju povijesnih činjenica. Dijalozi i glumačka postava u pilot-epizodi poprilično su razočarali publiku. Kritizirani su i efekti koji su se rabili u seriji i "jeftin" opći dojam (poprilično skupe) pilot-epizode. Razni desničarski portali i mediji krizirali su seriju jer su smatrali da "skrnave povijest". Mnogima je zasmetao specifičan jezik kojim se govori u seriji. Riječi kojima su se glumci koristili nastale su tek kasnije pod utjecajem latinskog, mađarskog, turskog, njemačkog i ruskog jezika, među kojima je primjerice riječ "pričvrljiti" koju upotrebljava glumac Goran Sultanović. Publika je kritizirala i upotrebu dorćolskog žargona u seriji.
S druge strane, u pozitivne recenzije spadaju one koje hvale činjenicu da je serija takvog tipa uopće snimljena (prvenstveno zbog činjenice da je riječ o žanru kojem autori nisu mnogo posvećivali pažnju prethodnih godina i desetljeća) i da je ishod zadovoljavajući shodno podosta manjem budžetu u usporedbi s istovrsnim serijama snimanim u Zapadnim zemljama. Te recenzije također su pozivale na strpljenje jer se neki od glavnih glumaca (Ćetković, Glogovac, Mićalović, Mićanović) u prvoj epizodi još nisu pojavili. Neobičan jezik, pogreške i gluma u seriji shvaćeni su kao humoristički motivi. Publika je gotovo jednoglasno pohvalila kostime i glazbu.

## Napomene
1. 1 2  Prva (pilot) epizoda emitirana je 31. prosinca 2017.

## Vanjske poveznice
- Nemanjići – rađanje kraljevine u internetskoj bazi filmova IMDb-a